# 55320 Busler
55320 Busler este o planetă minoră (asteroid), cu un diametru de 7,408 km, din centura de asteroizi. A fost descoperită pe 19 septembrie 2001 la Goodricke-Pigott Observatory⁠(d) de Roy A. Tucker⁠(d). 
Obiectul prezintă o orbită caracterizată de o semiaxă mare de 2,9770522207 UAi, o excentricitate de 0,06, o înclinație de 5 ° în raport cu ecliptica.